# Benito Juárez, Francisco Z. Mena
Benito Juárez är en ort i Mexiko.   Den ligger i kommunen Francisco Z. Mena och delstaten Puebla, i den sydöstra delen av landet, 200 km nordost om huvudstaden Mexico City. Benito Juárez ligger 131 meter över havet och antalet invånare är 440.
Terrängen runt Benito Juárez är kuperad åt sydväst, men åt nordost är den platt. Benito Juárez ligger nere i en dal. Runt Benito Juárez är det ganska tätbefolkat, med 104 invånare per kvadratkilometer. Närmaste större samhälle är Venustiano Carranza, 11,1 km söder om Benito Juárez. Omgivningarna runt Benito Juárez är en mosaik av jordbruksmark och naturlig växtlighet.